# Brumptomyia ortizi
Brumptomyia ortizi är en tvåvingeart som beskrevs av Martins A. V., Silva J. E., Falcão A. L. 1971. Brumptomyia ortizi ingår i släktet Brumptomyia och familjen fjärilsmyggor. Inga underarter finns listade i Catalogue of Life.